# ひろき真冬
ひろき 真冬（ひろき まふゆ、1955年2月15日 - ）は、日本の漫画家・イラストレーター。男性。

## 経歴
東京都出身。1973年『ヤングコミック』でデビュー。1974年に『ガロ』新人賞に入選。1987年からイラストも手がけ、1990年と1992年、『SFマガジン』読者賞を受賞。1998年銀座メルサで個展を開催。
宮谷一彦のアシスタント出身。

## 作品リスト

### 漫画
- K,quarter けいせい出版 1985
- 午後の栄光 双葉社 (アクションコミックス) 1986

### 画集
- ルイーズ : ひろき真冬作品集 ひろき真冬 著 新潮社 1995
- ひろき真冬画集 : Etiquette of violence ひろき真冬 著 朝日ソノラマ 2000